# Bohumír Brunclík
Bohumír Brunclík (1915–1975) byl pracovník Filmového studia Barrandov, tvůrce profese „ruchař“ (osoba uměle vytvářející zvukové efekty). Na jeho počest se ve filmové hantýrce říká postsynchronním ruchům „brunclíci“.
Ve dvou filmech si dokonce i zahrál: zbrojnoše ve filmu Alena z roku 1947 a kameramana ve filmu Lidé za kamerou (1961).